# Nimbus anyerae
Nimbus anyerae är en skalbaggsart som beskrevs av Ruiz 1998. Nimbus anyerae ingår i släktet Nimbus och familjen Aphodiidae. Inga underarter finns listade i Catalogue of Life.